# Kringelhöge

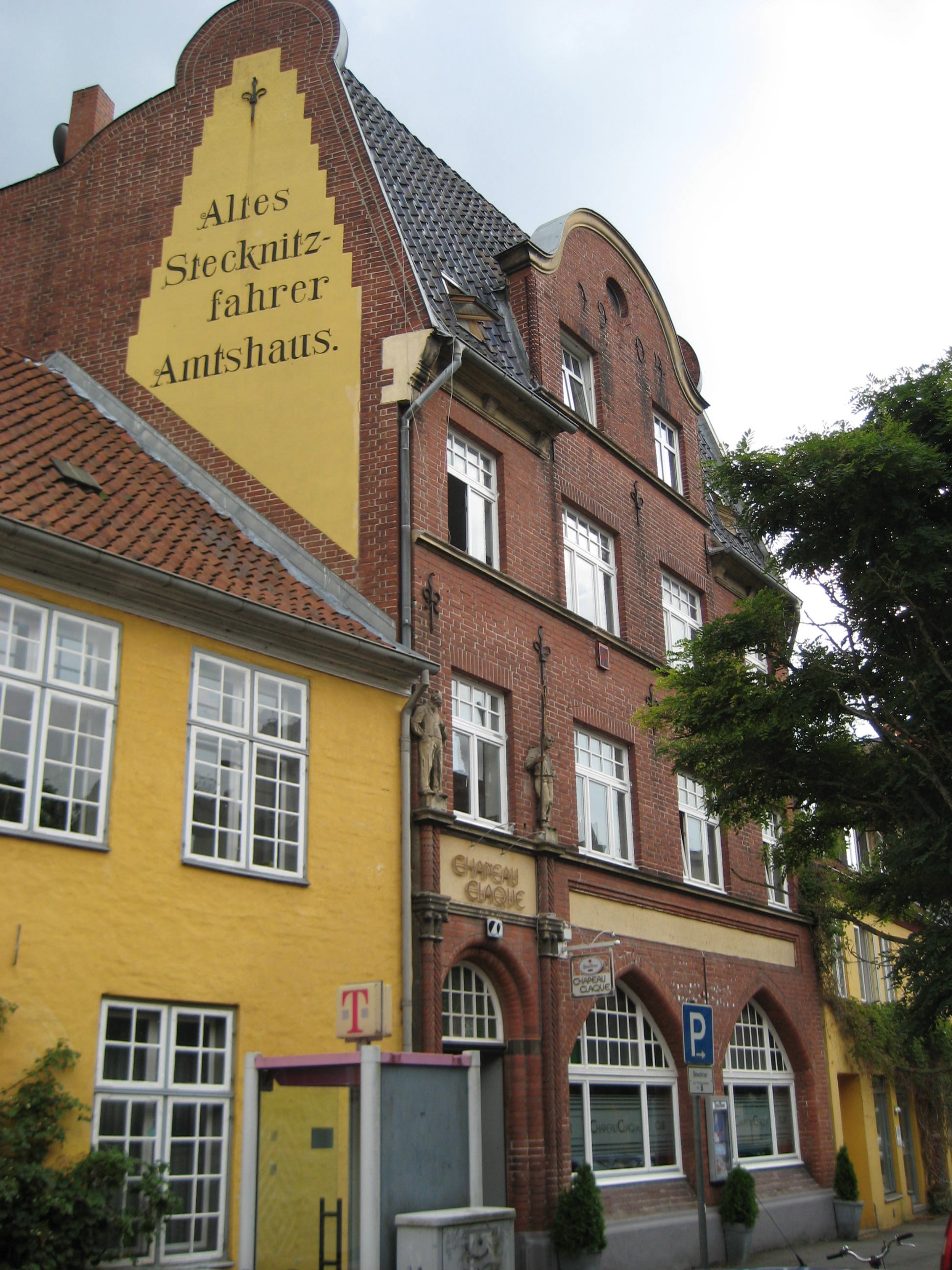
Altes Stecknitzfahrer-Amtshaus

Die Kringelhöge ist die seit dem späten Mittelalter in der Hansestadt Lübeck veranstaltete Jahresversammlung des Amtes der Stecknitzfahrer.

## Geschichte
Die in der Gilde zusammengeschlossenen Schiffer transportierten ab 1398 gut 500 Jahre lang auf dem Stecknitzkanal Salz von Lüneburg nach Lübeck und trugen so zu Reichtum und Macht der Stadt bei. Das Fest der Stecknitzfahrer  wird seit dem 14. Jahrhundert nach überliefertem Ritual bis heute jedes Jahr im Januar gefeiert. Im Lübecker Dom, in dem sich der Altar der Stecknitzfahrer von 1422 befindet, wird aus Anlass der Kringelhöge ein Gottesdienst in plattdeutscher Sprache abgehalten.
Der Name Kringelhöge setzt sich zusammen aus dem Substantiv Kringel (Brezel) und dem niederdeutschen Verb högen für freuen. Im Mittelalter trugen Waisenkinder bei der Versammlung Lieder vor. Dafür wurden sie mit Brezeln beschenkt, worüber sie sich sehr freuten (högten). In der Gegenwart übernehmen Schulklassen diesen Part. Sie werden noch immer mit Brezeln beschenkt.
Die Kringelhöge ist noch im 21. Jahrhundert eine reine Männerveranstaltung mit rund 200 Teilnehmern. Frauen sind erst am Abend zum Festball willkommen. Die Kringelhöge im Gebäude der Gesellschaft zur Beförderung gemeinnütziger Tätigkeit wird vom Ältermann, dem Vorsitzenden des Amtes der Stecknitzfahrer, geleitet. Früher fand sie im Alten Stecknitzfahrer-Amtshaus statt. Zu den geladenen Gästen gehören Binnenschiffer aus ganz Deutschland und Amtsbrüder wie etwa der Ältermann der Gothmunder Fischer, Kapitäne, nautische Schiffsoffiziere, Vertreter der Hafenwirtschaft und Honoratioren der Stadt wie der Stadtpräsident und der Bürgermeister.
Im Mittelalter wurden bei der Kringelhöge alle Anliegen der Stecknitzfahrer erörtert, doch ging es auch darum, gemeinsam zu feiern. Das Treffen findet traditionell als Frühstück statt, zu dem die Stecknitzfahrer früherer Jahrhunderte die Speisen selbst mitbringen mussten.
Serviert wird dazu in Zinnkrügen ein eigens für diesen Anlass gebrautes Braunbier. Die Krüge gehen mit einem plattdeutschen Trinkspruch reihum und werden vom Schaffer wieder gefüllt. Der Stecknitzfahrer sagt zu seinem Nachbarn: „Ik drink di to.“  Dieser antwortet: „Dat do.“ Der Stecknitzfahrer, nachdem er getrunken hat: „Ik mag nich mehr.“ Der Nachbar: „Lang mi em her.“ (Ich trinke dir zu. - Mach das. - Ich mag nicht mehr. - Gib ihn (den Krug) mir.)  Getrunken werden auch Korn und Grog, der in Suppenterrinen auf den Tisch kommt.
In den Reden werden Themen aus den Bereichen Schifffahrt und Hafen erörtert. So sprach sich 2007 Ältermann Hartmut Haase für den Ausbau des Elbe-Lübeck-Kanals aus.  Festreden werden auch von Gästen gehalten, doch als in der zweiten Hälfte der 1980er Jahre Stadtpräsidentin Ingeborg Sommer diese Ehre zugekommen wäre,  wog ihr Amt das Hindernis, als Frau nicht willkommen zu sein, nicht auf, berichtete ein Teilnehmer von damals:  Den Öllermann is dat recht swoor fullen, man he müß se wedder na Huus schicken. (Dem Ältermann ist das recht schwergefallen, aber er musste sie wieder nach Hause schicken.)
Zum Brauch der Kringelhögen-Teilnehmer gehört das Rauchen von Tabak in Pfeifen aus Ton mit langem Mundstück. Dabei wird strikt darauf geachtet, den Tabak nur  mit einem Holz anzustecken. Ein Missachten der Regel wird wie andere Verstöße gegen die Gepflogenheiten der Stecknitzfahrer mit einer Strafe geahndet.